# Michael Bourn
Michael Ray Bourn (27 de diciembre de 1982) es un jardinero estadounidense de béisbol profesional que es agente libre de las Grandes Ligas.  Anteriormente jugó con los Philadelphia Phillies, Houston Astros, Atlanta Braves, Cleveland Indians, Arizona Diamondbacks y Baltimore Orioles. Se desempeña principalmente como jardinero central.

## Carrera profesional

### Philadelphia Phillies
Bourn fue seleccionado en la cuarta ronda del draft de 2003 por los Filis de Filadelfia, y debutó en Grandes Ligas el 30 de julio de 2006. Estuvo con el equipo durante todo el mes de septiembre, pero solo tuvo once turnos al bate y registró una base robada en tres intentos.
En 2007, luego de un buen rendimiento en los entrenamientos primaverales, formó parte de la plantilla para el Día Inaugural de la temporada, donde se desempeñó principalmente como reemplazo defensivo de Pat Burrell. El 15 de julio registró el primer jonrón de su carrera en la derrota 10-2 ante los Cardenales de San Luis, la cual representó la derrota 10,000 en la historia de los Filis. El 27 de julio fue titular por primera vez debido a lesiones de Chase Utley y Aaron Rowand, conectando cuatro hits en el encuentro. En total, registró promedio de .277 y tres bases robadas en la temporada.

### Houston Astros

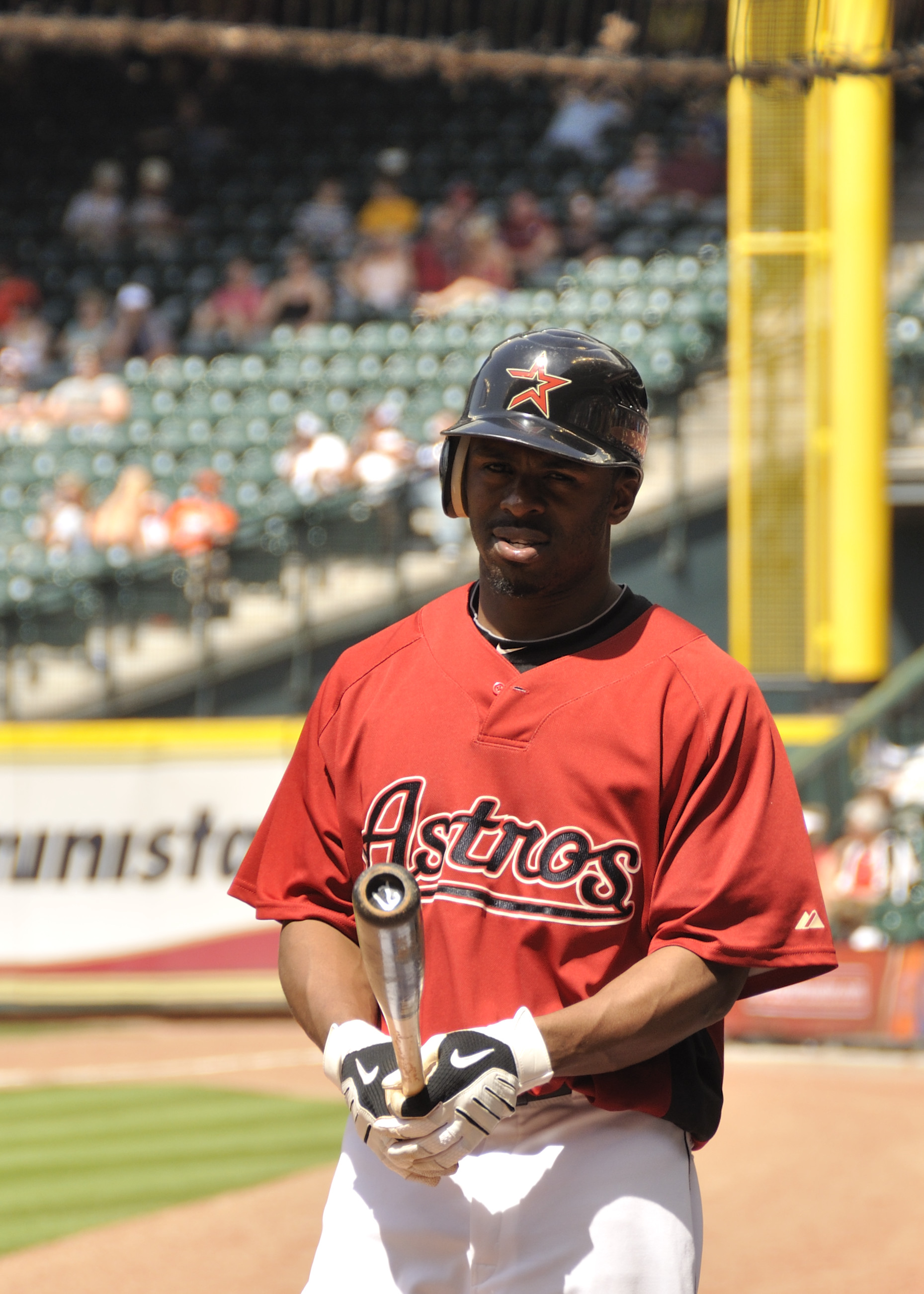
Bourn con los Astros en 2010.

El 7 de noviembre de 2007, Bourn fue transferido a los Astros de Houston junto a Geoff Geary y Mike Constanzo, a cambio del cerrador Brad Lidge y Eric Bruntlett.
En 2008, Bourn se desempeñó como el jardinero central titular de los Astros, mientras que Hunter Pence tomó el jardín derecho. Aunque se robó 41 bases en la temporada, registró un promedio de .229 y un porcentaje de embasado de .288, el más bajo de todas las mayores.
En 2009, lideró la Liga Nacional con 61 bases robadas, segundo de las mayores solo detrás de los 70 robos de Jacoby Ellsbury. Además, registró promedio de .285, 27 dobles y 12 triples -la segunda mayor cantidad en las mayores junto a Stephen Drew-, en 606 turnos al bate. Al culminar la temporada fue nombrado como el Jugador Más Valioso de los Astros en el año, y ganó un Guante de Oro.
En 2010, fue invitado por primera vez al Juego de Estrellas, y nuevamente lideró la Liga Nacional con 52 bases robadas, mientras que registró promedio de .265. Ganó el Premio Fielding Bible y su segundo Guante de Oro consecutivo.

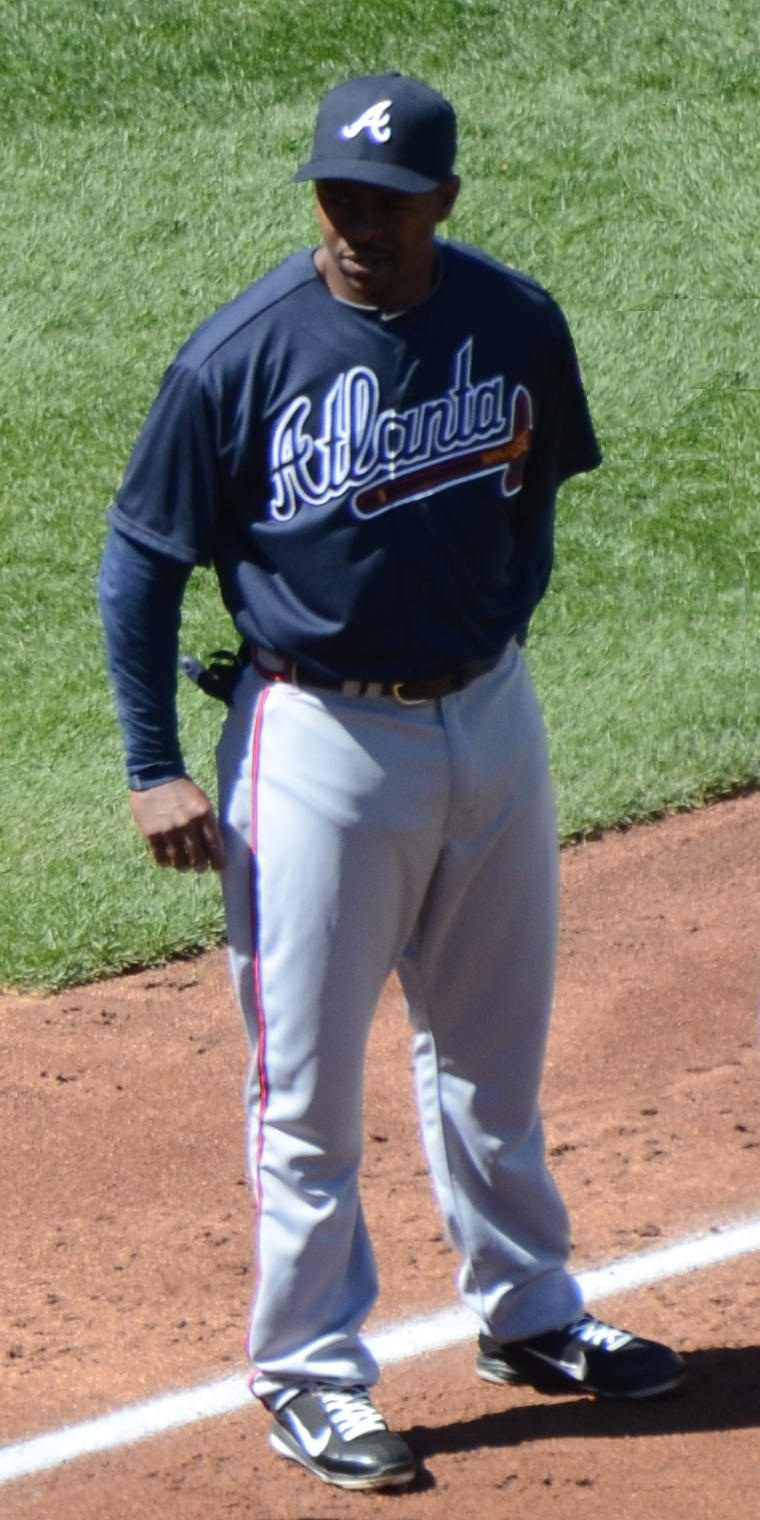
Bourn con los Bravos en 2012.

### Atlanta Braves
En 2011, antes de la fecha límite de cambios, Bourn fue transferido a los Bravos de Atlanta a cambio de Jordan Schafer, Brett Oberholtzer, Paul Clemens y Juan Abreu. Finalizó la temporada liderando por tercera vez la Liga Nacional con 61 bases robadas, además de registrar el mejor promedio de su carrera con .294.
En 2012, fue candidato en el Voto Final para el Juego de Estrellas, el cual eventualmente ganó David Freese. Sin embargo, Bourn fue incorporado al encuentro en sustitución del lesionado Ian Desmond. Finalizó la temporada con promedio de .274, nueve jonrones y 42 bases robadas. En noviembre, rechazó la oferta calificada de los Bravos y se convirtió en agente libre.

### Cleveland Indians
El 11 de febrero de 2013, Bourn firmó un contrato de cuatro años y $48 millones con los Indios de Cleveland. Jugó en 130 encuentros a lo largo de la temporada 2013 mientras luchaba con varias lesiones. Solo robó 23 bases, su registro más bajo desde 2007.
En 2014, conectó su hit 1,000 el 30 de mayo ante los Rockies de Colorado. Culminó el año con promedio de .257 y 10 bases robadas en 444 turnos al bate.
En 2015, inició la temporada con problemas a la ofensiva, y perdió el puesto como primer bateador de la alineación.

### Segunda experiencia con Atlanta Braves
El 7 de agosto de 2015, Bourn fue transferido a los Bravos de Atlanta junto a Nick Swisher a cambio de Chris Johnson. Fue colocado en asignación el 2 de abril de 2016, y liberado el 14 de abril.

### Toronto Blue Jays
El 22 de abril de 2016, firmó un contrato de ligas menores con los Azulejos de Toronto. Sin embargo, fue liberado el 7 de mayo luego de batear para .259 en nueve juegos con los Dunedin Blue Jays de Clase A.

### Arizona Diamondbacks
El 10 de mayo de 2016, firmó un contrato de ligas menores con los Diamondbacks de Arizona. Fue asignado a los Mobile BayBears de Clase AA antes de ser promovido a las mayores. En total jugó 89 encuentros con los Diamondbacks, bateando .262/.307/.373 con 30 carreras impulsadas y 13 bases robadas.

### Baltimore Orioles
El 31 de agosto de 2016, fue transferido a los Orioles de Baltimore a cambio de Jason Heinrich. Con los Orioles registró promedio de .283 en 46 turnos al bate.
El 20 de febrero de 2017, renovó su contrato con los Orioles, pero fue liberado definitivamente el 24 de mayo de 2017.

### Los Ángeles Angels of Anaheim
El 2 de junio de 2017, firmó un contrato de ligas menores con los Angelinos de Los Ángeles de Anaheim, pero fue liberado el 2 de julio.